# Морозово (Вындиноостровское сельское поселение)
Моро́зово — деревня в Вындиноостровском сельском поселении Волховского района Ленинградской области.

## История
Впервые упоминается в Писцовой книге Водской пятины 1500 года как деревня Морозова  в Михайловском на Пороге погосте Ладожского уезда.
На карте Санкт-Петербургской губернии Ф. Ф. Шуберта 1834 года обозначена деревня Морозово, состоящая из 70 крестьянских дворов.

МОРОЗОВО — деревня принадлежит Казённому ведомству, число жителей по ревизии: 157 м. п., 206 ж. п. (1838 год)

На карте профессора С. С. Куторги 1852 года отмечена деревня Морозово из 70 дворов.

МОРОЗОВО — деревня Ведомства государственного имущества, по просёлочной дороге, число дворов — 78, число душ — 163 м. п. (1856 год)

МОРОЗОВО — деревня казённая при колодце, число дворов — 78, число жителей: 170 м. п., 237 ж. п. (1862 год)

В конце XIX века деревня административно относилась к Михайловской волости 1-го стана Новоладожского уезда Санкт-Петербургской губернии, в начале XX века — 2-го стана.

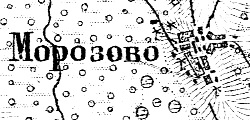
Деревня Морозово на карте 1915 года

Согласно военно-топографической карте Петроградской и Новгородской губернийиздания 1915 года в деревне находились четыре ветряные мельницы.
30 января 1907 года в деревне была зарегистрирована Морозовская старообрядческая община во имя Святого великомученика Георгия Победоносца. Община относилась к поморскому согласию.
С 1917 по 1919 год деревня Морозово входила в состав Морозовского сельсовета Михайловской волости Новоладожского уезда.
С 1919 года в составе Пролетарской волости Волховского уезда.
Согласно данным переписи населения СССР 1926 года в деревне Морозово проживали 599 человек — все русские.
С 1927 года в составе Волховского района.
С 1928 года в составе Порожского сельсовета. В 1928 году население деревни Морозово также составляло 599 человек.
По данным 1933 года деревня Морозово входила в состав Порожского сельсовета Волховского района.

План деревни Морозово 1941 год

Согласно топографической карте РККА 1941 года деревня насчитывала 24 двора. На северной окраине деревни находилась ветряная мельница.
С 1958 года в составе Волховского сельсовета.
В 1961 году население деревни Морозово составляло 272 человека.
По данным 1966, 1973 и 1990 годов деревня Морозово также входила в состав Волховского сельсовета.
В 1997 году в деревне Морозово Вындиноостровской волости проживали 100 человек, в 2002 году — 84 человека (русские — 99 %).
В 2007 году в деревне Морозово Вындиноостровского СП — 80.

## География
Деревня расположена в юго-западной части района на автодороге 41К-369 (Бор — Вольково).
Расстояние до административного центра поселения — 8 км.
Расстояние до железнодорожной платформы Гостинополье — 7 км.
К западу от деревни протекает река Сиглинка.

## Демография
| 1862 | 2002 | 2007 | 2010 | 2017 |
| ---- | ---- | ---- | ---- | ---- |
| 407  | ↘84  | ↘80  | ↘71  | ↗86  |

### Национальный состав
Согласно данным Всероссийской переписи населения 2021 года в деревне проживали 78 человек, из них:
 русские — 72, азербайджанцы — 2, армяне — 1, украинцы — 1 человек, остальные национальность не указали.

## Улицы
Зелёная, Комплексная.